# Gerhard Meyer (Ökonom)
Gerhard Emil Otto Meyer  (* 16. Januar 1903 in Altenbruch; † 30. Dezember 1973 in Chicago) war ein deutscher Ökonom.

## Leben und Tätigkeit
Meyer war der Sohn eines Pastors. Nach dem Schulbesuch studierte er von 1921 bis 1925 Nationalökonomie in Halle, Tübingen, Rostock und Kiel. Im Jahr 1925 bestand er die Prüfung zum Diplomvolkswirt in Rostock. Im Sommersemester 1925 unterrichtete er Ökonomie am Volkshochschulheim Habertshof. Anschließend setzte er seine Studien in Kiel fort.
In den 1920er Jahren war Meyer Mitarbeiter des späteren Nobelpreisträgers Wassily Leontief am Institut für Weltwirtschaft in Kiel.
Meyer wurde 1930 mit einer von Adolph Lowe betreuten Arbeit über den Agrarzyklus an der Universität Kiel promoviert. In dieser kritisierte er die Erntetheorien von H.L. Moore und William Stanley Jevons, deren theoretische Fundierung er für überholt hielt, wobei er sich insbesondere an der strengen Periodizität der Agrar- und Konjunkturzyklen stieß. Sein positiver Lösungsansatz knüpfte an eine in erster Linie von James Wilson vertretene These an, der zufolge Missernten – bei Unelastizität der Nachfrage nach Getreide – einen derart großen Teil der Kaufkraft der Konsumenten binden würden, dass die Industrieproduktion eingeschränkt werden müsse. Zuvor hatte er in Leontiefs Studie Ein Versuch zur statistischen Analyse von Angebot und Nachfrage die Elastizitätsuntersuchungen betreut.
1932 folgte Meyer seinem Lehrer Lowe als Forscher ans Institut für Sozialforschung in Frankfurt am Main. Dort arbeitete er eng mit Friedrich Pollock und Kurt Mandelbaum zusammen.
Wenige Monate nach dem Machtantritt der Nationalsozialisten wurde das Institut für Sozialforschung am 13. März 1933 geschlossen. Meyer emigrierte noch im selben Jahr nach Frankreich, wo er von 1934 bis 1935 an Zweigstellen des Instituts für Sozialforschung in Paris und Genf tätig war. In dieser Zeit schrieb er mehrere Artikel über Theorie und Politik der Planwirtschaft in der Zeitschrift für Sozialforschung.
1935 ging Meyer nach Großbritannien. Dort arbeitete er als Forschungsassistent an der Universität Manchester. Zu dieser Zeit befasste er sich mit der Theorie der technologischen Arbeitslosigkeit. 1937 siedelte Meyer in die Vereinigten Staaten über, wo er eine Anstellung an der Fakultät für Sozialwissenschaft der University of Chicago erhielt. 1965 erhielt er dort den Rang eines Professor of Social Sciences. Zu seinen Schülern gehörten u. a. Moishe Postone.
Von den nationalsozialistischen Polizeiorganen wurde Meyer nach seiner Emigration als Staatsfeind eingestuft: Im Frühjahr 1940 setzte das Reichssicherheitshauptamt in Berlin ihn auf die Sonderfahndungsliste G.B., ein Verzeichnis von Personen, die im Falle einer erfolgreichen deutschen Invasion Großbritanniens durch die Sonderkommandos der SS-Einsatzgruppen mit besonderer Priorität ausfindig gemacht und verhaftet werden sollten.

## Schriften
- Kritische und positive Beiträge zur Theorie des Agrazyklus. Die Krisentheorie von William Stanley Jevons, 1930.
- Zur Theorie der Planwirtschaft, in: Zeitschrift für Sozialforschung 3/1934, S. 228–262. (zusammen mit Kurt Mandelbaum)